# Linea Meitetsu Nagoya principale

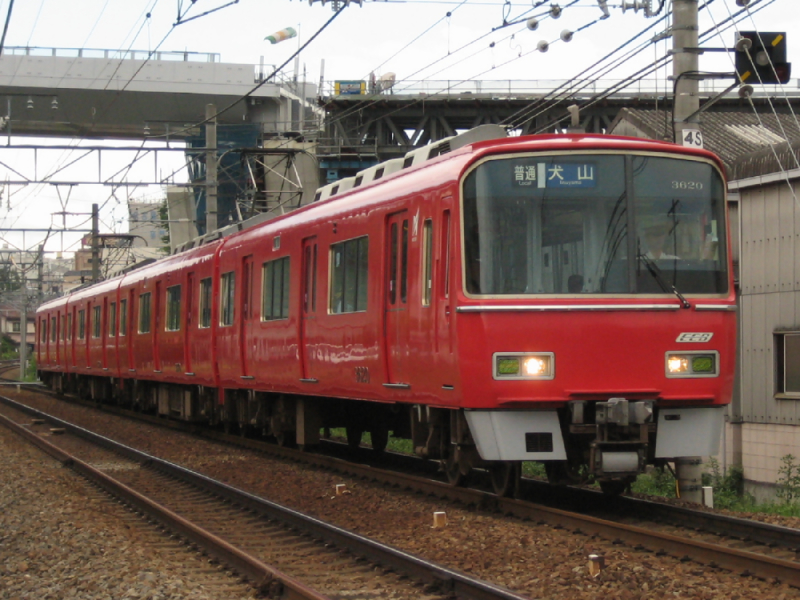
Treno suburbano della serie 3500

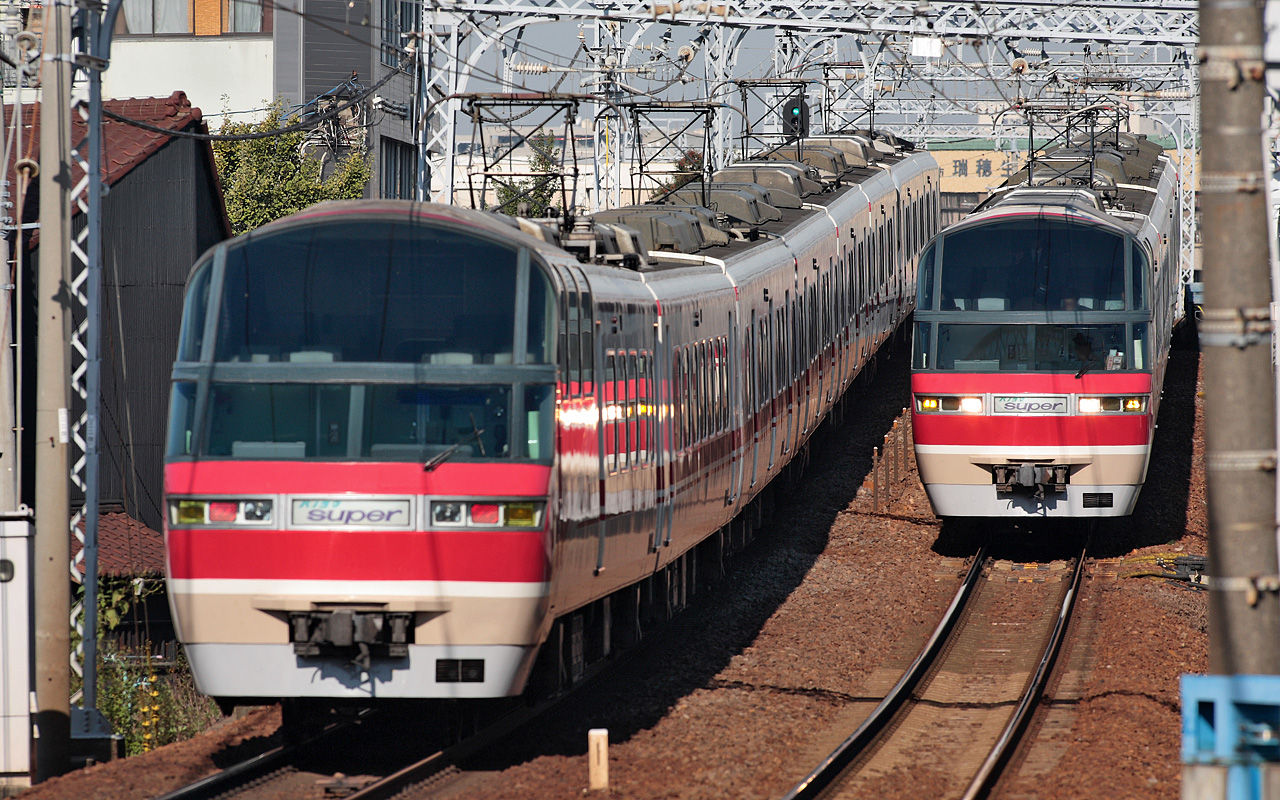
Espresso Limitato della serie 1000

La Linea Meitetsu Nagoya principale  (名鉄名古屋本線?, Meitetsu Nagoya-honsen) è una ferrovia suburbana a scartamento ridotto che collega le stazioni di Toyohashi, nella città omonima e Meitetsu-Gifu, a Gifu, passando per Nagoya, in Giappone. La linea, di 99,8 km è la principale direttrice delle Ferrovie di Nagoya e una serie di servizi si diramano lungo di essa su linee secondarie. Sul tratto centrale della linea passano fino a 26 treni all'ora e ogni giorno è utilizzata da una media di 221.098 passeggeri (dati del 2008)
Vista la sua importanza, la ferrovia è in diretta concorrenza con la parallela linea principale Tōkaidō della JR Central, tuttavia nella sezione finale, fra il posto movimento di Hirai e la stazione di Toyohashi, condivide per 3,8 km i binari con la linea JR, e dato che quest'ultima non consente alle Ferrovie di Nagoya di far transitare oltre 6 treni all'ora, i treni locali terminano la loro corsa alla stazione di Ina.

## Dati principali
- Lunghezza: 99,8 km
- Numero di stazioni: 60

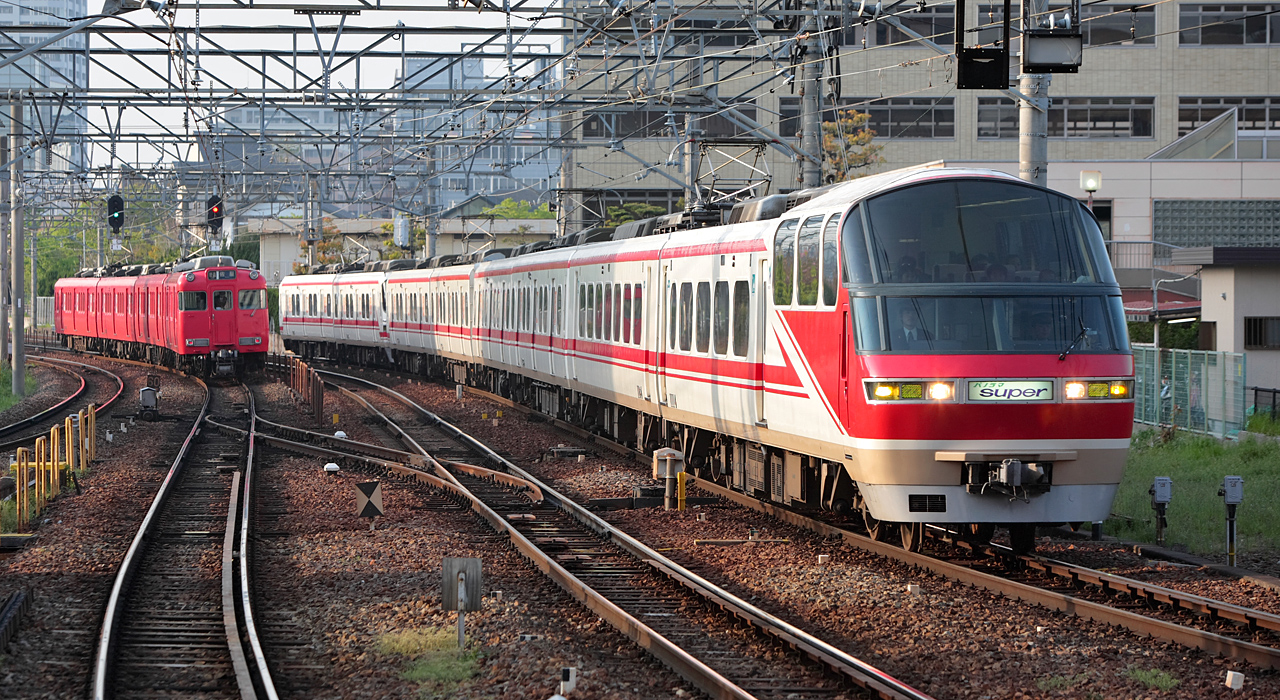
Espresso Limitato e treno locale ripresi insieme

- Scartamento ferroviario: 1,067 mm
- Binari:
  - Quadruplicati: da Jingū-mae a Kanayama
  - Raddoppio: dal semaforo di Hirai a Jingū-mae, da Kanayama a Kanō
  - Singolo: da Toyohashi al semaforo di Hirai (binari condivisi con la linea JR Iida, quindi virtualmente il binario è doppio), da Kanō a Meitetsu-Gifu (solo una breve sezione prima del capolinea)
- Elettrificazione: 1,500 V CC
- Sistema di blocco: automatico
- Velocità massima: 120 km/h (85 km/h fra Toyohashi e il semaforo di Hirai)

## Servizi
Le abbreviazioni sono a fini pratici per la lettura della tabella sottostante:
- Lo: Locale (普通?, Futsū)
SE: Semiespresso (準急?, Junkyū)
EX: Espresso (急行?, Kyūkō)
ER: Espresso Rapido (快速急行?, Kaisoku Kyūkō)
EL: Espresso Limitato (特急?, Tokkyū)
LR: Espresso Limitato Rapido (快速特急?, Kaisoku Tokkyū)
MU: Espresso Limitato μSKY (ミュースカイ?, Myū Sukai) (espresso per l'Aeroporto Internazionale Chūbu Centrair)

## Stazioni
- Lo schema delle fermate è aggiornato al 17 dicembre 2011
- I treni locali fermano in tutte le stazioni (non indicati in tabella) e in direzione Toyohashi terminano la corsa alla stazione di Ina
- Ad eccezione delle linee Bisai, Mikawa e Kakamihara i treni della linea principale effettuano servizio diretto
- Il treno Espresso Limitato μSKY uscita la stazione di Jingū-mae prosegue diretto sulla linea Tokoname
- Alcuni treni possono cambiare categoria durante il percorso

Legenda
●: Tutti i treni fermano
★: Fermano gli Espressi Limitati diretti a Meitetsu-Gifu (soltanto uno) e quelli diretti a Sukaguchi sulla linea Tsushima
▲: Fermano alcuni treni
□: Fermano alcuni treni la mattina in direzione Nagoya
｜: I treni passano senza fermarsi
| Stazione              | Giapponese   | Distanza interst. | Distanza Totale | Vel. max. | SE | EX | ER | EL | RL | MU | Collegamenti | Posizione | Posizione         | Posizione         |
| --------------------- | ------------ | ----------------- | --------------- | --------- | -- | -- | -- | -- | -- | -- | --- | --------- | ----------------- | ----------------- |
| Toyohashi             | 豊橋         | -                 | 0.0             | -         |    | ●  |    | ●  | ●  |    | Tōkaidō Shinkansen ■ Linea principale Tōkaidō ■ Linea principale Chūō ■ Linea Iida ● Linea Toyotetsu Atsumi (Shin-Toyohashi) ● Linea Toyotetsu Azumada (tranvia) (Ekimae)     | Aichi     | Toyohashi         | Toyohashi         |
| Semaforo di Hirai     | 平井信号場   | -                 | (3.8)           | 85/85     |    | ｜ |    | ｜ | ｜ |    | Condivisione binari con linea JR Iida | Aichi     | Toyohashi         | Toyohashi         |
| Ina                   | 伊奈         | 5.0               | 5.0             | 100/100   | ●  | ●  |    | ▲  | ▲  |    | | Aichi     | Toyohashi         | Toyohashi         |
| Odabuchi              | 小田渕       | 1.6               | 6.6             | 120/120   | ｜ | ｜ |    | ｜ | ｜ |    | | Aichi     | Toyohashi         | Toyohashi         |
| Kō                    | 国府         | 3.0               | 9.6             | 120/120   | ●  | ●  |    | ●  | ▲  |    | Linea Meitetsu Toyokawa | Aichi     | Toyohashi         | Toyohashi         |
| Goyu                  | 御油         | 1.1               | 10.7            | 120/120   | ｜ | ｜ |    | ｜ | ｜ |    | | Aichi     | Toyohashi         | Toyohashi         |
| Meiden Akasaka        | 名電赤坂     | 1.8               | 12.5            | 120/120   | ｜ | ｜ |    | ｜ | ｜ |    | | Aichi     | Toyohashi         | Toyohashi         |
| Meiden Nagasawa       | 名電長沢     | 2.5               | 15.0            | 120/120   | ｜ | ｜ |    | ｜ | ｜ |    | | Aichi     | Toyohashi         | Toyohashi         |
| Motojuku              | 本宿         | 3.7               | 18.7            | 110/110   | ●  | ●  |    | ▲  | ▲  |    | | Aichi     | Okazaki           | Okazaki           |
| Meiden Yamanaka       | 名電山中     | 1.7               | 20.4            | 105/110   | ｜ | ｜ |    | ｜ | ｜ |    | | Aichi     | Okazaki           | Okazaki           |
| Semaforo di Maigi     | 舞木         | -                 | (21.0)          | 95/100    | ｜ | ｜ |    | ｜ | ｜ |    | | Aichi     | Okazaki           | Okazaki           |
| Fujikawa              | 藤川         | 2.7               | 23.1            | 110/110   | ●  | ｜ |    | ｜ | ｜ |    | | Aichi     | Okazaki           | Okazaki           |
| Miai                  | 美合         | 2.5               | 25.6            | 110/110   | ●  | ●  |    | ▲  | ▲  |    | | Aichi     | Okazaki           | Okazaki           |
| Otokogawa             | 男川         | 2.0               | 27.6            | 110/110   | ●  | ▲  |    | ｜ | ｜ |    | | Aichi     | Okazaki           | Okazaki           |
| Higashi-Okazaki       | 東岡崎       | 2.2               | 29.8            | 110/110   | ●  | ●  |    | ●  | ●  |    | | Aichi     | Okazaki           | Okazaki           |
| Okazakikōen-mae       | 岡崎公園前   | 1.3               | 31.1            | 110/110   | ｜ | ｜ |    | ｜ | ｜ |    | Linea circolare di Aichi (Naka-Okazaki) | Aichi     | Okazaki           | Okazaki           |
| Yahagibashi           | 矢作橋       | 1.4               | 32.5            | 110/110   | ●  | ▲  |    | ｜ | ｜ |    | | Aichi     | Okazaki           | Okazaki           |
| Utō                   | 宇頭         | 2.3               | 34.8            | 120/120   | ｜ | ｜ |    | ｜ | ｜ |    | | Aichi     | Okazaki           | Okazaki           |
| Shin-Anjō             | 新安城       | 3.5               | 38.3            | 120/120   | ●  | ●  |    | ●  | ｜ |    | Linea Meitetsu Nishio | Aichi     | Anjō              | Anjō              |
| Ushita                | 牛田         | 2.6               | 40.9            | 120/120   | ▲  | ｜ |    | ｜ | ｜ |    | | Aichi     | Chiryū            | Chiryū            |
| Chiryū                | 知立         | 2.2               | 43.1            | 120/120   | ●  | ●  |    | ●  | ●  |    | Linea Meitetsu Mikawa | Aichi     | Chiryū            | Chiryū            |
| Hitotsugi             | 一ツ木       | 1.5               | 44.6            | 110/110   | ｜ | ｜ |    | ｜ | ｜ |    | | Aichi     | Kariya            | Kariya            |
| Fujimatsu             | 富士松       | 2.0               | 46.6            | 110/110   | ｜ | ｜ |    | ｜ | ｜ |    | | Aichi     | Kariya            | Kariya            |
| Toyoake               | 豊明         | 1.5               | 48.1            | 110/110   | ●  | ▲  |    | ｜ | ｜ |    | | Aichi     | Toyoake           | Toyoake           |
| Zengo                 | 前後         | 1.7               | 49.8            | 110/110   | ●  | ●  |    | ｜ | ｜ |    | | Aichi     | Toyoake           | Toyoake           |
| Chūkyō-keibajō-mae    | 中京競馬場前 | 1.6               | 51.4            | 110/110   | ●  | ▲  |    | ｜ | ｜ |    | In servizio nei giorni di apertura dell'Ippodromo di Nagoya | Aichi     | Nagoya            | Midori-ku         |
| Arimatsu              | 有松         | 1.3               | 52.7            | 100/95    | ●  | ▲  |    | ｜ | ｜ |    | | Aichi     | Nagoya            | Midori-ku         |
| Sakyōyama             | 左京山       | 1.1               | 53.8            | 105/105   | ▲  | ｜ |    | ｜ | ｜ |    | | Aichi     | Nagoya            | Midori-ku         |
| Narumi                | 鳴海         | 1.3               | 55.1            | 105/105   | ●  | ●  |    | ▲  | ｜ |    | | Aichi     | Nagoya            | Midori-ku         |
| Moto-Hoshizaki        | 本星崎       | 1.6               | 56.7            | 95/100    | ｜ | ｜ |    | ｜ | ｜ |    | | Aichi     | Nagoya            | Minami-ku         |
| Moto-Kasadera         | 本笠寺       | 1.5               | 58.2            | 90/95     | ▲  | ｜ |    | ｜ | ｜ |    | | Aichi     | Nagoya            | Minami-ku         |
| Sakura                | 桜           | 0.7               | 58.9            | 90/100    | ｜ | ｜ |    | ｜ | ｜ |    | | Aichi     | Nagoya            | Minami-ku         |
| Yobitsugi             | 呼続         | 1.0               | 59.9            | 100/95    | ｜ | ｜ |    | ｜ | ｜ |    | | Aichi     | Nagoya            | Minami-ku         |
| Horita                | 堀田         | 1.2               | 61.1            | 95/95     | ●  | ●  |    | ｜ | ｜ |    | | Aichi     | Nagoya            | Kiyosu-ku         |
| Jingū-mae             | 神宮前       | 1.1               | 62.2            | 90/90     | ●  | ●  | ●  | ●  | ●  | ●  | Linea Meitetsu Tokoname | Aichi     | Nagoya            | Atsuta-ku         |
| Kanayama              | 金山         | 2.2               | 64.4            | 95/95     | ●  | ●  | ●  | ●  | ●  | ●  | ■ Linea principale Tōkaidō ■ Linea principale Chūō ● Linea Meitetsu Inuyama ● Linea Meitetsu Tsushima ● Linea Meitetsu Tokoname ● Linea Meitetsu Kōwa Linea Meijō Linea Meikō | Aichi     | Nagoya            | Naka-ku           |
| Sannō                 | 山王         | 1.6               | 66.0            | 90/90     | ｜ | ｜ | ｜ | ｜ | ｜ | ｜ | | Aichi     | Nagoya            | Nakagawa-ku       |
| Meitetsu Nagoya       | 名鉄名古屋   | 2.0               | 68.0            | 100/95    | ●  | ●  | ●  | ●  | ●  | ●  | Tōkaidō Shinkansen ■ Linea Tōkaidō ■ Linea Chūō ■ Linea Kansai ■ Linea Takayama ● Linea Kintetsu Nagoya ● Linea Aonami Linea Higashiyama (H08) Linea Sakura-dōri (S02)        | Aichi     | Nagoya            | Nakamura-ku       |
| Sakō                  | 栄生         | 1.9               | 69.9            | 75/75     | ●  | ●  | ｜ | ｜ | ｜ | ｜ | | Aichi     | Nagoya            | Nishi-ku          |
| Higashi-Biwajima      | 東枇杷島     | 0.8               | 70.7            | 60/70     | ｜ | ｜ | ｜ | ｜ | ｜ | ｜ | | Aichi     | Nagoya            | Nishi-ku          |
| Giunzione di Biwajima | 枇杷島分岐点 | -                 | (71.3)          | 50/55     | ｜ | ｜ | ｜ | ｜ | ｜ | ｜ | Linea Meitetsu Inuyama | Aichi     | Kiyosu            | Kiyosu            |
| Nishi-Biwajima        | 西枇杷島     | 0.9               | 71.6            | 50/55     | ｜ | ｜ | ｜ | ｜ | ｜ | ｜ | | Aichi     | Kiyosu            | Kiyosu            |
| Futatsuiri            | 二ツ杁       | 0.6               | 72.2            | 85/90     | ●  | ▲  | ｜ | ｜ | ｜ | ｜ | | Aichi     | Kiyosu            | Kiyosu            |
| Shin-Kawabashi        | 新川橋       | 0.6               | 72.8            | 90/90     | ｜ | ｜ | ｜ | ｜ | ｜ | ｜ | | Aichi     | Kiyosu            | Kiyosu            |
| Sukaguchi             | 須ヶ口       | 0.7               | 73.5            | 80/90     | ●  | ●  | ●  | ★  | ｜ | ｜ | Linea Meitetsu Tsushima | Aichi     | Kiyosu            | Kiyosu            |
| Marunouchi            | 丸ノ内       | 0.8               | 74.3            | 100/100   | ｜ | ｜ | ｜ | ｜ | ｜ | ｜ | | Aichi     | Kiyosu            | Kiyosu            |
| Shin-Kiyosu           | 新清洲       | 0.9               | 75.2            | 105/105   | ●  | ●  | ●  | ｜ | ｜ | ｜ | | Aichi     | Kiyosu            | Kiyosu            |
| Ōsato                 | 大里         | 2.3               | 77.5            | 120/120   | ●  | ▲  | ▲  | ｜ | ｜ | ｜ | | Aichi     | Inazawa           | Inazawa           |
| Okuda                 | 奥田         | 1.3               | 78.8            | 120/120   | ｜ | ｜ | ｜ | ｜ | ｜ | ｜ | | Aichi     | Inazawa           | Inazawa           |
| Kōnomiya              | 国府宮       | 2.1               | 80.9            | 120/120   | ●  | ●  | ●  | ●  | ●  | ●  | | Aichi     | Inazawa           | Inazawa           |
| Shima-Ujinaga         | 島氏永       | 2.0               | 82.9            | 120/120   | ｜ | ｜ | ｜ | ｜ | ｜ | ｜ | | Aichi     | Inazawa           | Inazawa           |
| Myōkōji               | 妙興寺       | 1.8               | 84.7            | 120/120   | ｜ | ｜ | ｜ | ｜ | ｜ | ｜ | | Aichi     | Ichinomiya        | Ichinomiya        |
| Meitetsu Ichinomiya   | 名鉄一宮     | 1.7               | 86.4            | 120/120   | ●  | ●  | ●  | ●  | ●  | ●  | Linea Meitetsu Bisai Linea principale Tokaido (Owari-Ichinomiua) | Aichi     | Ichinomiya        | Ichinomiya        |
| Imaise                | 今伊勢       | 1.9               | 88.3            | 120/120   | ｜ | ｜ | ｜ | ｜ | ｜ | ｜ | | Aichi     | Ichinomiya        | Ichinomiya        |
| Iwato                 | 石刀         | 0.9               | 89.2            | 120/120   | ｜ | ｜ | ｜ | ｜ | ｜ | ｜ | | Aichi     | Ichinomiya        | Ichinomiya        |
| Shin-Kisogawa         | 新木曽川     | 2.0               | 91.2            | 120/120   | ●  | ●  | ●  | □  | ●  | ｜ | | Aichi     | Ichinomiya        | Ichinomiya        |
| Kuroda                | 黒田         | 0.9               | 92.1            | 120/120   | ｜ | ｜ | ｜ | ｜ | ｜ | ｜ | | Aichi     | Ichinomiya        | Ichinomiya        |
| Kisogawa-zutsumi      | 木曽川堤     | 1.8               | 93.9            | 120/120   | ｜ | ｜ | ｜ | ｜ | ｜ | ｜ | | Aichi     | Ichinomiya        | Ichinomiya        |
| Kasamatsu             | 笠松         | 1.2               | 95.1            | 110/105   | ●  | ●  | ●  | □  | ●  | ｜ | Linea Meitetsu Takehana | Gifu      | Kasamatsu Hashima | Kasamatsu Hashima |
| Ginan                 | 岐南         | 1.8               | 96.9            | 110/110   | ｜ | ｜ | ｜ | ｜ | ｜ | ｜ | | Gifu      | Ginan Hashima     | Ginan Hashima     |
| Chajo                 | 茶所         | 1.4               | 98.3            | 110/110   | ｜ | ｜ | ｜ | ｜ | ｜ | ｜ | | Gifu      | Gifu              | Gifu              |
| Kanō                  | 加納         | 0.4               | 98.7            | 65/60     | ｜ | ｜ | ｜ | ｜ | ｜ | ｜ | | Gifu      | Gifu              | Gifu              |
| Meitetsu-Gifu         | 名鉄岐阜     | 1.1               | 99.8            | 65/60     | ●  | ●  | ●  | ●  | ●  | ●  | Linea Meitetsu Kakamigahara Linea Takayama (Gifu) | Gifu      | Gifu              | Gifu              |